# Sala de Leitura Oeste

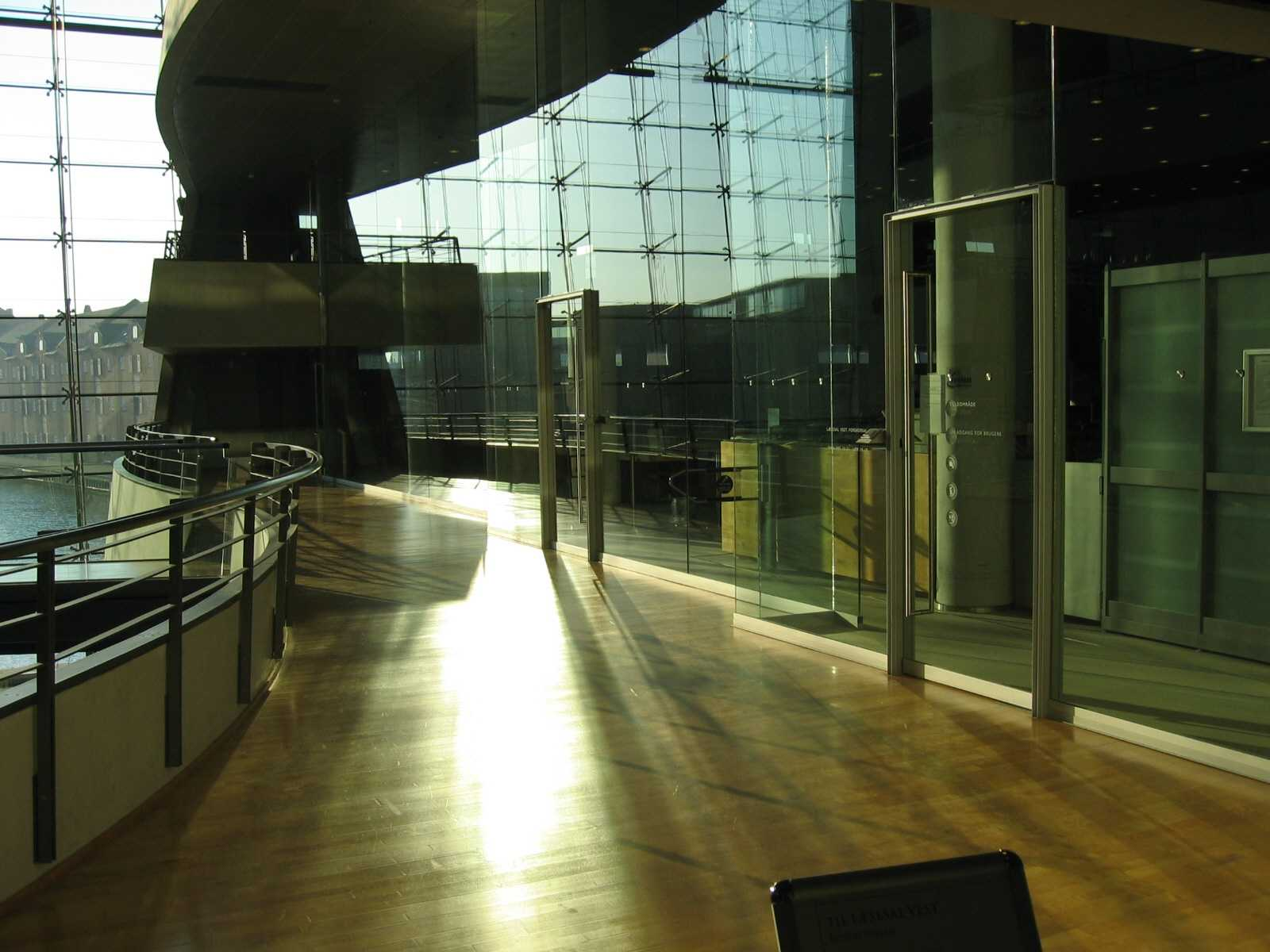
Sala de Leitura Oeste, entrada

A Sala de Leitura Oeste também chamada Sala de Pesquisas (Læsesal Vest) faz parte dos espaços de leitura da Biblioteca Real da Dinamarca. A Sala de Leitura está integrada no Diamante Negro, um edifício de arquitectura moderna situado em Slotsholm, Copenhaga. A Biblioteca Real tem as suas raízes históricas no rei dinamarquês Frederico III da Dinamarca (1648-1670).
A Sala de Leitura Oeste tem as seguintes funções:
- Consulta de material bibliográfico de acesso condicionado
- Acesso a colecções bibliográficas
- Possibilidade de pesquisa e investigação
- Ponto de referência para investigadores profissionais

A Sala de Leitura Oeste tem a possibilidade de acolher 65.000 obras distríbuídas por diversas áreas especificas, com acentuação nas áreas das Letras e da Teologia.